# S Club 7
S Club 7 (später S Club) ist eine britische Popband.

## Geschichte
S Club 7 wurde 1998 gegründet und Simon Fuller, der zuvor den Spice Girls zu ihrem Erfolg verholfen hatte, wurde ihr Manager.
Tina Barrett (* 1976), Paul Cattermole (1977–2023), Jon Lee (* 1982), Bradley McIntosh (* 1981), Jo O’Meara (* 1979), Hannah Spearritt (* 1981) und Rachel Stevens (* 1978) bildeten die Band, die nicht nur sang und tanzte, sondern auch ihre eigene Fernsehserie hatte. Inhalt der Serie ist der Versuch der sieben jungen Briten, mit ihrer Musik in den USA Erfolg zu haben.
Kaum ein Jahr nach der Gründung der Gruppe wurde ab Frühjahr 1999 die erste Staffel der Fernsehserie S Club 7 in Miami gesendet und im Oktober das Debütalbum S Club veröffentlicht. Daraus erschienen Bring It All Back, S Club Party und Two in a Million / You’re My Number One als Singles, die in Großbritannien allesamt unter die Top 10 kamen. Bring It All Back belegte sogar Platz 1 und schaffte es auch in den deutschen Charts bis auf Platz 6.
Mitte 2000 folgten das Album 7 und die zweite Staffel unter dem Titel S Club 7 in L. A. Aus dieser Platte wurden mit Reach und Natural zwei weitere UK-Top-10-Hits ausgekoppelt.
Anfang 2001 konnte sich S Club 7 tatsächlich über einen Platz 10 in den US-Charts mit dem Titel Never Had a Dream Come True freuen, der in den britischen Charts ihr zweiter Nummer-1-Hit wurde. Es sollte jedoch ihr einziger Erfolg in den USA bleiben.
Im Frühjahr 2001 ging S Club 7 erstmals auf Tournee und die dritte Staffel, diesmal als Hollywood 7, wurde im TV ausgestrahlt. Im Mai 2001 konnten sie sich mit Don’t Stop Movin’ zum dritten Mal Platz 1 in den britischen Charts sichern und auch in Deutschland ihren zweiten Top-10-Hit verbuchen. Ohne dass es auf der Innenseite des Covers erwähnt wurde, enthielt das Lied Samples des Erfolgstitels Billie Jean von Michael Jackson, was man an der Bassline gut erkennen konnte.
Auch Have You Ever gelangte Ende 2001 an die Spitzenposition in Großbritannien. Etwa einem Monat vor Weihnachten folgte das dazugehörige Album Sunshine, das in den UK-LP-Charts ebenfalls die Spitze erklomm.
Im März 2002 gab Paul Cattermole bekannt, dass er S Club 7 verlassen würde, um in der Rockband Skua spielen zu können. Am 3. Juni 2002 gaben sie in London ihr letztes Konzert zu siebt, bei der Party at the Palace anlässlich des goldenen Kronjubiläums von Elisabeth II.
Im November 2002 erschien ihr nächstes Album Seeing Double unter dem Namen S Club. Allerdings verfehlte es die Top 10 und landete nur auf Platz 17. Die daraus ausgekoppelte Single Alive erreichte in Großbritannien zwar Platz 5, dennoch war es für die Gruppe die bis dahin schlechteste Platzierung in den britischen Charts.
Die vierte Staffel unter dem Motto Viva S Club folgte und 2003 erschien der erste Kinofilm Seeing Double. Ab Anfang 2003 ging S Club zum dritten Mal auf Tour.
Ende April 2003 gaben die Mitglieder ihre offizielle Trennung bekannt.
Ende Mai wurde die letzte Single als Doppel-A-Seite Say Goodbye / Love Ain’t Gonna Wait for You veröffentlicht, mit der die Gruppe nochmal einen zweiten Rang in den UK-Charts belegte. Eine Woche später erschien die Hit-Zusammenstellung Best – The Greatest Hits of S Club 7.

### Reunion

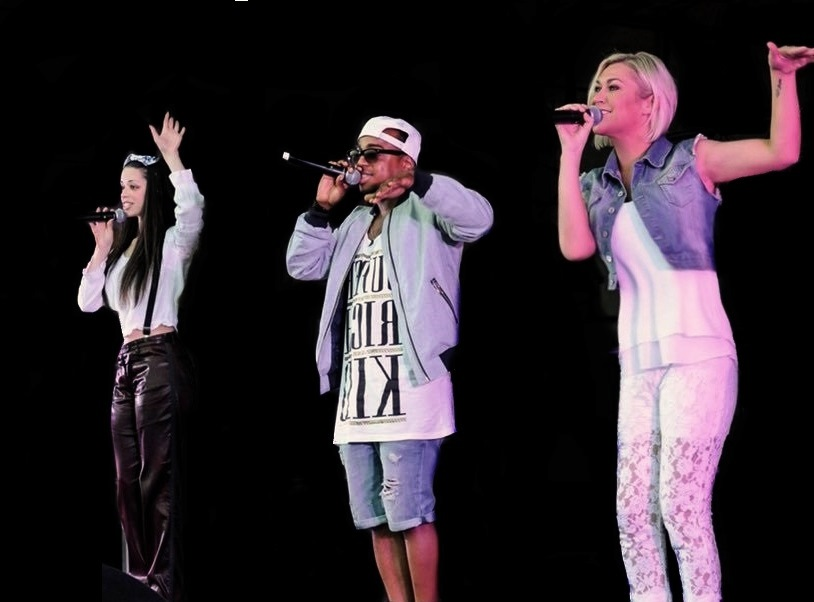
S Club 3 (2018)

Ab Oktober 2008 tourten Bradley McIntosh, Jo O’Meara und Paul Cattermole als S Club 3 durch englische und irische Nachtclubs. Sie spielten dabei auch ihre größten Erfolgstitel.
Nachdem Tina Barrett im November 2011 über Twitter verkündet hatte, dass eine Reunion der Band möglich wäre, gab es im März 2012 erste bestätigende Meldungen über eine Tour und ein Album.
Am 14. November 2014 traten S Club 7 erstmals wieder in Originalbesetzung bei der britischen Charity-Sendung Children in Need auf, wo sie ein Medley aus vier ihrer größten Hits (S Club Party, Reach, Bring It All Back und Don’t Stop Movin’). aufführten. Anschließend wurde auf einer Pressekonferenz am 17. November 2014 für Mai 2015 die Bring-It-All-Back-Tour angekündigt. Im März 2015 gab die Gruppe während eines Interviews mit Graham Norton auf BBC Radio 2 bekannt, dass sie ihr Greatest-Hits-Album aus dem Jahr 2003 im Mai 2015 neu veröffentlichen, welches dann auch das bislang unveröffentlichte Lied Rain beinhaltet.

### Tod von Paul Cattermole
Am 6. April 2023 wurde Cattermole in seinem Haus in Dorset nicht ansprechbar aufgefunden und noch am selben Tag im Alter von 46 Jahren für tot erklärt.

## Solokarrieren
Rachel Stevens arbeitet an ihrer Solokarriere und brachte innerhalb von drei Jahren zwei Alben (Funky Dory 2003 und Come and Get It 2005) heraus. Im November 2004 nahm sie Do They Know It’s Christmas? mit Band Aid 20 auf.
Jo O’Meara veröffentlichte im Herbst 2005 ihr erstes Album Relentless. Nachdem sie Mitte 2006 ihre Karriere beendet hatte, nahm sie im Januar 2007 an der britischen Ausgabe von Celebrity Big Brother teil.
Jon Lee, der schon vorher in Musicals, beispielsweise in The Famous Five – Smuggler’s Gold – The Musical (1997) zu sehen gewesen war, wirkte nach S Club 7 wieder bei verschiedenen Musicals wie Les Misérables, Love Shack und Notes from New York mit.
Hannah Spearritt ergatterte Rollen als Schauspielerin in Chuckys Baby und Agent Cody Banks 2: Destination London mit Frankie Muniz. Außerdem spielte sie eine der Hauptrollen in der TV-Serie Primeval, die in Deutschland von Juni 2007 bis Juli 2011 auf ProSieben zu sehen war.
Paul Cattermoles Rockband benannte sich in Charlie Bullitt um.
Bradley McIntosh formte mit vier weiteren ehemaligen Boyband-/Popband-Mitgliedern die Gruppe Upper Street.
Tina Barrett zog sich zunächst aus der Öffentlichkeit zurück, startete aber 2010 eine Solokarriere als Musikerin.

## Diskografie

### Studioalben
| Jahr | Titel         | Höchstplatzierung, Gesamtwochen, AuszeichnungChartplatzierungen (Jahr, Titel, Platzierungen, Wochen, Auszeichnungen, Anmerkungen) | Höchstplatzierung, Gesamtwochen, AuszeichnungChartplatzierungen (Jahr, Titel, Platzierungen, Wochen, Auszeichnungen, Anmerkungen) | Höchstplatzierung, Gesamtwochen, AuszeichnungChartplatzierungen (Jahr, Titel, Platzierungen, Wochen, Auszeichnungen, Anmerkungen) | Höchstplatzierung, Gesamtwochen, AuszeichnungChartplatzierungen (Jahr, Titel, Platzierungen, Wochen, Auszeichnungen, Anmerkungen) | Höchstplatzierung, Gesamtwochen, AuszeichnungChartplatzierungen (Jahr, Titel, Platzierungen, Wochen, Auszeichnungen, Anmerkungen) | Anmerkungen                                        |
| Jahr | Titel         | DE | AT | CH | UK | US | Anmerkungen                                        |
| ---- | ------------- | --- | --- | --- | --- | --- | -------------------------------------------------- |
| 1999 | S Club        | DE11 (11 Wo.)DE | AT25 (8 Wo.)AT | CH10 (18 Wo.)CH | UK2 ×2Doppelplatin · (50 Wo.)UK                                                                                                   | US112 (18 Wo.)US | Erstveröffentlichung: 4. Oktober 1999              |
| 2000 | 7             | DE25 (7 Wo.)DE | — | CH27 (10 Wo.)CH | UK1 ×4Vierfachplatin · (69 Wo.)UK                                                                                                 | US69 Gold · (30 Wo.)US | Erstveröffentlichung: 12. Juni 2000                |
| 2001 | Sunshine      | DE36 (7 Wo.)DE | — | CH57 (2 Wo.)CH | UK3 ×2Doppelplatin · (27 Wo.)UK                                                                                                   | — | Erstveröffentlichung: 26. November 2001            |
| 2002 | Seeing Double | — | — | — | UK17 Gold · (9 Wo.)UK | — | Erstveröffentlichung: 25. November 2002 als S Club |

### Kompilationen
| Jahr | Titel                               | Höchstplatzierung, Gesamtwochen, AuszeichnungChartsChartplatzierungen (Jahr, Titel, Platzierungen, Wochen, Auszeichnungen, Anmerkungen) | Anmerkungen                        |
| Jahr | Titel                               | UK | Anmerkungen                        |
| ---- | ----------------------------------- | --- | ---------------------------------- |
| 2003 | Best: The Greatest Hits of S Club 7 | UK2 Platin · (19 Wo.)UK | Erstveröffentlichung: 2. Juni 2003 |
| 2021 | Essential                           | UK35 (1 Wo.)UK | Erstveröffentlichung: 9. Juli 2021 |

### Singles
| Jahr | Titel Album                                               | Höchstplatzierung, Gesamtwochen, AuszeichnungChartplatzierungen (Jahr, Titel, Album, Platzierungen, Wochen, Auszeichnungen, Anmerkungen) | Höchstplatzierung, Gesamtwochen, AuszeichnungChartplatzierungen (Jahr, Titel, Album, Platzierungen, Wochen, Auszeichnungen, Anmerkungen) | Höchstplatzierung, Gesamtwochen, AuszeichnungChartplatzierungen (Jahr, Titel, Album, Platzierungen, Wochen, Auszeichnungen, Anmerkungen) | Höchstplatzierung, Gesamtwochen, AuszeichnungChartplatzierungen (Jahr, Titel, Album, Platzierungen, Wochen, Auszeichnungen, Anmerkungen) | Höchstplatzierung, Gesamtwochen, AuszeichnungChartplatzierungen (Jahr, Titel, Album, Platzierungen, Wochen, Auszeichnungen, Anmerkungen) | Anmerkungen                                        |
| Jahr | Titel Album                                               | DE | AT | CH | UK | US | Anmerkungen                                        |
| ---- | --------------------------------------------------------- | --- | --- | --- | --- | --- | -------------------------------------------------- |
| 1999 | Bring It All Back S Club                                  | DE6 (14 Wo.)DE | AT13 (11 Wo.)AT | CH2 (20 Wo.)CH | UK1 Platin · (16 Wo.)UK | — | Erstveröffentlichung: 7. Juni 1999                 |
| 1999 | S Club Party S Club                                       | DE78 (6 Wo.)DE | — | CH39 (8 Wo.)CH | UK2 Gold · (14 Wo.)UK | — | Erstveröffentlichung: 20. September 1999           |
| 1999 | Two in a Million / You’re My Number One S Club            | — | — | CH95 (1 Wo.)CH | UK2 Silber · (11 Wo.)UK | — | Erstveröffentlichung: 13. Dezember 1999            |
| 2000 | Reach 7                                                   | DE62 (4 Wo.)DE | — | CH30 (14 Wo.)CH | UK2 ×2Doppelplatin · (18 Wo.)UK | — | Erstveröffentlichung: 22. Mai 2000                 |
| 2000 | Natural 7                                                 | DE42 (6 Wo.)DE | — | CH64 (2 Wo.)CH | UK3 (17 Wo.)UK | — | Erstveröffentlichung: 11. September 2000           |
| 2000 | Never Had a Dream Come True 7                             | — | — | — | UK1 Platin · (25 Wo.)UK | US10 (20 Wo.)US | Erstveröffentlichung: 27. November 2000            |
| 2001 | Don’t Stop Movin’ Sunshine                                | DE9 (12 Wo.)DE | AT9 (16 Wo.)AT | CH1 (22 Wo.)CH | UK1 ×2Doppelplatin · (23 Wo.)UK | — | Erstveröffentlichung: 23. April 2001               |
| 2001 | Have You Ever Sunshine                                    | DE37 (9 Wo.)DE | AT49 (8 Wo.)AT | CH40 (8 Wo.)CH | UK1 Gold · (15 Wo.)UK | — | Erstveröffentlichung: 19. November 2001            |
| 2002 | You Sunshine                                              | — | — | — | UK2 (18 Wo.)UK | — | Erstveröffentlichung: 11. Februar 2002             |
| 2002 | Alive Seeing Double                                       | DE74 (5 Wo.)DE | — | CH98 (1 Wo.)CH | UK5 (19 Wo.)UK | — | Erstveröffentlichung: 18. November 2002 als S Club |
| 2003 | Say Goodbye / Love Ain’t Gonna Wait for You Seeing Double | DE84 (3 Wo.)DE | — | — | UK2 (12 Wo.)UK | — | Erstveröffentlichung: 26. Mai 2003 als S Club      |

### Videoalben
- 1999: It’s An S Club Thing (UK: Platin)
- 2001: S Club Party – Live (UK: ×3Dreifachplatin )
- 2002: Carnival (UK: Gold)

## Auszeichnungen für Musikverkäufe
| Goldene Schallplatte - Belgien - 2000: für die Single Bring It All Back - Chile - 2001: für das Album 7 - Kanada - 2003: für das Album Sunshine - Neuseeland - 1999: für die Single S Club Party - 2000: für das Album 7 - 2001: für das Album Sunshine - 2001: für die Single Don’t Stop Movin’ - 2023: für das Album Best: The Greatest Hits of S Club 7 - Niederlande - 2000: für die Single Bring It All Back - Schweden - 2000: für die Single Bring It All Back - 2001: für die Single Don’t Stop Movin’ - 2001: für die Single Never Had a Dream Come True | Platin-Schallplatte - Australien - 1999: für die Single Bring It All Back - 2000: für das Album S Club - 2000: für die Single S Club Party - Europa - 2000: für das Album 7 - 2000: für das Album S Club - 2002: für das Album Sunshine - Kanada - 2000: für das Album 7 - Neuseeland - 1999: für die Single Bring It All Back | 2× Platin-Schallplatte - Australien - 2001: für die Single Don’t Stop Movin’ - Kanada - 2000: für das Album S Club 4× Platin-Schallplatte - Neuseeland - 2000: für das Album S Club |

Anmerkung: Auszeichnungen in Ländern aus den Charttabellen bzw. Chartboxen sind in ebendiesen zu finden.
| Land/RegionAuszeichnungen für Musikverkäufe (Land/Region, Auszeichnungen, Verkäufe, Quellen) | Silber  | Gold       | Platin       | Verkäufe    | Quellen                       |
| -------------------------------------------------------------------------------------------- | ------- | ---------- | ------------ | ----------- | ----------------------------- |
| Australien (ARIA)                                                                            | —       | —          | 5× Platin5   | 350.000     | aria.com.au                   |
| Belgien (BRMA)                                                                               | —       | Gold1      | —            | 25.000      | ultratop.be                   |
| Chile (IFPI)                                                                                 | —       | Gold1      | —            | 15.000      | Einzelnachweise               |
| Europa (IFPI)                                                                                | —       | —          | 3× Platin3   | (3.000.000) | ifpi.org                      |
| Kanada (MC)                                                                                  | —       | Gold1      | 3× Platin3   | 350.000     | musiccanada.com               |
| Neuseeland (RMNZ)                                                                            | —       | 5× Gold5   | 5× Platin5   | 102.500     | aotearoamusiccharts.co.nz NZ2 |
| Niederlande (NVPI)                                                                           | —       | Gold1      | —            | 40.000      | nvpi.nl                       |
| Schweden (IFPI)                                                                              | —       | 3× Gold3   | —            | 45.000      | sverigetopplistan.se          |
| Vereinigte Staaten (RIAA)                                                                    | —       | Gold1      | —            | 500.000     | riaa.com                      |
| Vereinigtes Königreich (BPI)                                                                 | Silber1 | 4× Gold4   | 19× Platin19 | 7.625.000   | bpi.co.uk                     |
| Insgesamt                                                                                    | Silber1 | 17× Gold17 | 35× Platin35 |             |                               |